# Георг III фон Ортенбург
Георг III фон Ортенбург (на немски: Georg III von Ortenberg) от фамилията на графовете на имперското графство Ортенбург е домхер във Фрайзинг и Залцбург, домпропст на Фрайзинг и Св. Петър в Мадрон.

## Биография
Роден е през 1473 година. Той е третият син на граф Себастиан I фон Ортенбург († 1490) и съпругата му Мария графиня цу Нойбург († 1496), дъщеря наследничка на фрайхер Йохан фон Рорбах († 1467), от 1463 г. имперски граф на Нойбург, и Схоластика фон Вайспирах. Брат е на Улрих II († 7 март 1524), граф на Ортенбург, Йохан II († 25 юли 1499, битката при Базел), Зигмунд († 26 август 1547, Залцбург), домдекан на Св. Георген, домпропст в Айхщет, Христоф I († 22 април 1551), граф на Ортенбург, Себастиан II († 26 август 1559) и Вилхелм († 12 март 1530, Пасау).
Георг III фон Ортенбург става на 13 години домхер в катедралата във Фрайзинг. На 8 април 1491 г. се записва да следва в университета в Инголщат, а през 1502 г. в университета в Болоня.
От 1502 г. той е пропст в Мадерн при Флинтсбах ам Ин. На 9 декември 1505 г. става свещеник в Св. Лаурентиус в Щайнкирхен, църквата на имперското графство Ортенбург.
През 1506 г. Георг е поканен от император Максимилиан да участва в съвещанията на Райхстага в Констанц. На 29 юли 1510 г. Георг III е домхер в Аугсбург и след една година става домпропст във Фрайзинг, ок. 1536 г. е домхер в Залцбург.
Римско-немският император Карл V номинира Георг III заедно с брат му Себастиан II на 28 април 1551 г. на императорски съветник.
Умира на 7 май 1553 г. на 80-годишна възраст във Фрайзинг. Погребан е в капелата Св. Георг в манастир Фрайзинг. Георг III не е женен и умира бездетен.